# Zikmund Stoš z Kounic
Zikmund Stoš z Kounic (německy Sigismund Stooß von Kaunitz) byl český šlechtic z rodu Kouniců a zakladatel rodové linie Stošů z Kounic. Žil v 15. století.

## Život
Patří k téže linii Kouniců, kterou založil Zdenko z Kounic, tajný rada krále Václava II. a majitel města a panství Brelin.
Zikmund Stoš z Kounic byl komorníkem polského krále Kazimíra I. Král mu potvrdil starý rodový erb a navíc ho polepšil ovinutou jelení hlavu se zlatou korunou kolem krku a zlatým parožím na přilbě.

### Manželství a potomstvo
Byl ženatý s hraběnkou Anežkou Štosovou (von Stooß), s jejímž bohatým věnem přijal také jméno Stoš, které nosili jeho potomci až do vyhasnutí této linie. Tato vedlejší linie vymřela na konci 16. století a její příbuznost s dalšími rody nelze přesně specifikovat (neboť Karl Hopf ve svém „Historicko-genealogickém atlasu“, s. 424, Tab. 676 uvádí jen sporé údaje) a nezmiňují je Bohuslav Balbín ani Johann Hübner.